# Protein-glukozilgalaktozilhidroksilizinska glukozidaza
Protein-glukozilgalaktozilhidroksilizinska glukozidaza (EC 3.2.1.107, 2-O-alfa-D-glukopiranozil-5-O-alfa-D-galaktopiranozilhidroksi-L-lizin glukohidrolaza, protein-alfa--glukozil-1,2-beta-D-galaktozil-L-hidroksilizin glukohidrolaza) je enzim sa sistematskim imenom protein-alfa--glukozil-(1->2)-beta--galaktozil--hidroksilizin glukohidrolaza. Ovaj enzim katalizuje sledeću hemijsku reakciju
protein alfa-D-glukozil-(1->2)-beta--galaktozil--hidroksilizin + H2O {\displaystyle \rightleftharpoons } D-glukoza + protein beta-D-galaktozil--hidroksilizin
Za dejstvo ovog enzim su neophodni slobodne pozitivno naelektrisane epsilon-amino grupe hidroksilizina.

## Literatura
- Nicholas C. Price; Lewis Stevens (1999). Fundamentals of Enzymology: The Cell and Molecular Biology of Catalytic Proteins (Third изд.). USA: Oxford University Press. ISBN 019850229X.
- Eric J. Toone (2006). Advances in Enzymology and Related Areas of Molecular Biology, Protein Evolution (Volume 75 изд.). Wiley-Interscience. ISBN 0471205036.
- Branden C; Tooze J. Introduction to Protein Structure. New York, NY: Garland Publishing. ISBN 0-8153-2305-0.
- Irwin H. Segel. Enzyme Kinetics: Behavior and Analysis of Rapid Equilibrium and Steady-State Enzyme Systems (Book 44 изд.). Wiley Classics Library. ISBN 0471303097.

## Spoljašnje veze
- Protein-glucosylgalactosylhydroxylysine+glucosidase на 